# Linia kolejowa 128 Békéscsaba – Püspökladány
Linia kolejowa Békéscsaba – Püspökladány – linia kolejowa na Węgrzech. Jest to linia jednotorowa, w całości niezelektryfikowana. Łączy Békéscsaba z Püspökladány. 

## Historia
Linia została otwarta etapami między 1871 a 1898 roku.